# TAP Express
TAP Express è una compagnia aerea regionale portoghese di proprietà di TAP Air Portugal, che opera rotte a corto e medio raggio. La sua sede centrale si trova nell'aeroporto di Lisbona. Dalla primavera 2016 Portugália opera con il marchio TAP Express.

## Storia
Il 14 gennaio 2016, TAP Air Portugal ha annunciato che Portugália, la sua filiale regionale, sarebbe stata ribattezzata TAP Express a partire dal 27 marzo 2016, come parte delle misure di ristrutturazione all'interno del gruppo, anche se la compagnia opera ancora come società interamente controllata da TAP Air Portugal.

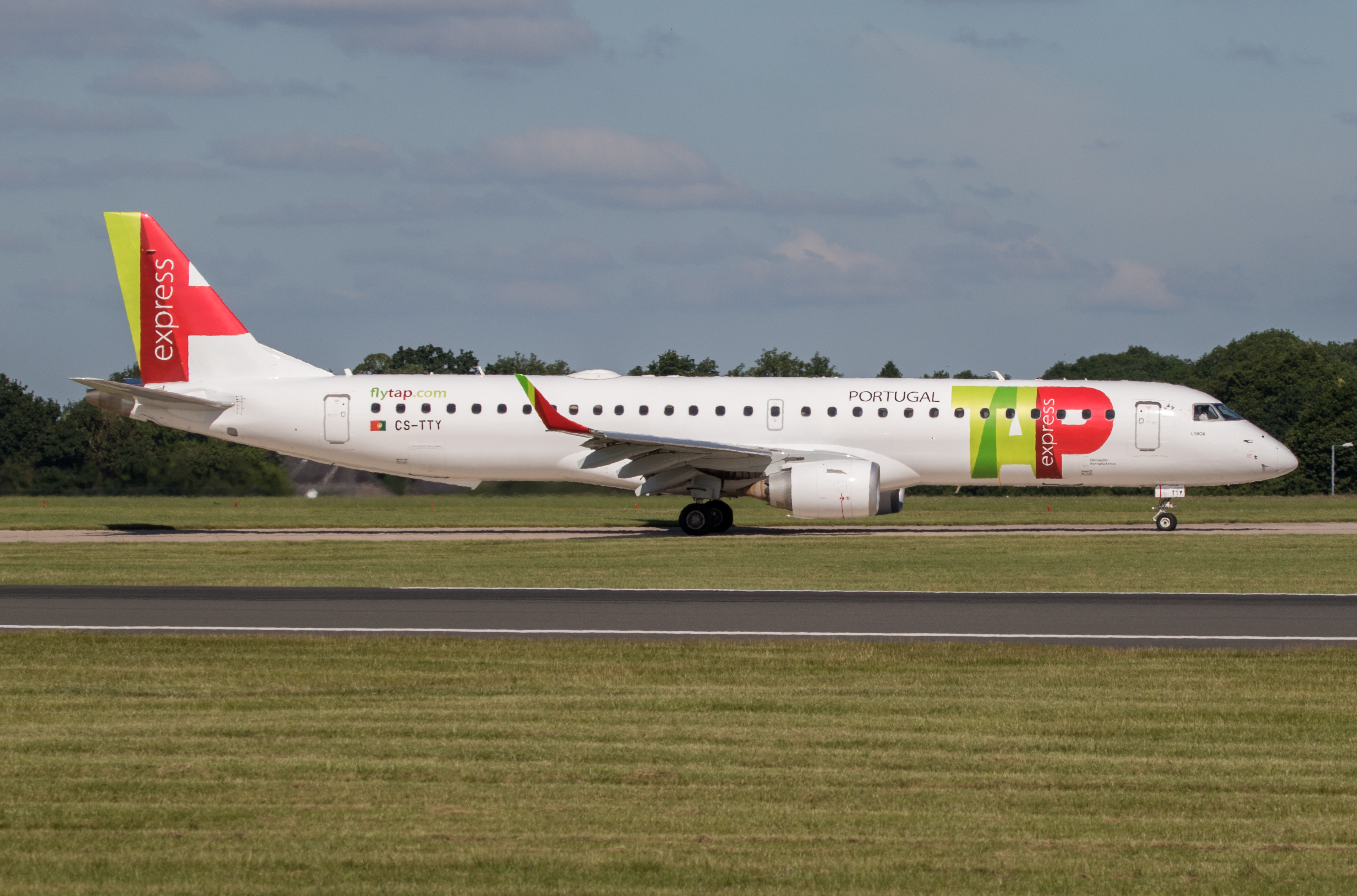
Un Embraer 195 di TAP Express.

Lo stesso giorno, TAP Air Portugal ha annunciato che l'intera flotta Portugália, composta da Fokker 100 ed Embraer ERJ-145, sarebbe stata sostituita entro luglio 2016 con nuovi Embraer 190 e ATR 72-600 (questi ultimi operati da White Airways), che hanno ricevuto una livrea simile a quella di TAP Portugal. White Airways, una compagnia aerea di proprietà di Omni Aviation, ha operato per TAP Express fino al 2022.

## Flotta
A partire da gennaio 2025, la flotta TAP Express è composta dai seguenti aeromobili: